# Taszkencki Państwowy Uniwersytet Ekonomiczny
Taszkencki Państwowy Uniwersytet Ekonomiczny (uzb. Toshkent davlat iqtisodiyot universiteti)  – jedna z największych uczelni ekonomicznych w Uzbekistanie i Azji Środkowej. Wcześniej nazywał się Instytut Ekonomiczny w Taszkencie.
W skład uniwersytetu wchodzi 5 wydziałów, wydział studiów magisterskich, 28 wydziałów akademickich oraz wydział II stopnia.
Państwowy Uniwersytet Ekonomiczny w Taszkiencie ma około 11 500 studentów i jest jednym z największych uniwersytetów ekonomicznych w Azji Środkowej. Jest podzielony na funkcjonalne instytuty, które starają się zapewnić edukację w zakresie ekonomii Uzbekistanu. TSUE był pierwszą międzynarodową szkołą biznesu w amerykańskim stylu w Uzbekistanie i zyskał uznanie, budując relacje z wybitnymi uniwersytetami w USA, Wielkiej Brytanii i Niemczech. Utrzymuje największą bibliotekę uniwersytecką w Azji Środkowej. Przy Uniwersytecie działa Instytut Ekonomii, Biznesu i Doskonalenia Zawodowego Kadr, Wyższa Szkoła Handlowa, Państwowe Liceum Ekonomiczne, Gimnazjum Ekonomiczne, różne instytuty naukowo-badawcze, ośrodki doradczo-szkoleniowe. Wszystkie te struktury zapewniają ciągłość edukacji ekonomicznej. TSUE służy jako bazowy uniwersytet edukacji ekonomicznej w Republice Uzbekistanu.
Uczelnia zatrudnia ponad 600 pracowników, w tym 3 członków Akademii Nauk Republiki Uzbekistanu, jednego członka Akademii Humanistycznej Federacji Rosyjskiej, jednego członka Akademii Nauk Przyrodniczych Republiki Kazachstan, 2 członków i 3 korespondentów Międzynarodowej Akademii Pracy i Zatrudnienia, ponad 50 doktorów nauk ścisłych, około 300 doktorów filozofii.

## Historia
Na początku XX wieku istniały tylko 3 instytucje handlowe, które miały kształcić specjalistów w dziedzinie handlu – w Taszkencie, Kokandzie i Samarkandzie. Ponadto pojawiła się potrzeba systemowego rozwiązania problemu braku osób z wykształceniem ekonomicznym, który nabrał istotnego znaczenia.
• 1918 – Organizacja krótkoterminowych kursów przygotowania zawodowego w dziedzinie handlu przy Turkiestańskim Uniwersytecie Ludowym.
• 1924 – Organizacja Wydziału Społeczno-Ekonomicznego na Uniwersytecie Turkiestańskim na bazie krótkoterminowych kursów przygotowania zawodowego w zakresie handlu.
• 1925 – Przekształcenie Wydziału Społeczno-Ekonomicznego Uniwersytetu Turkiestanu w Wydział Nauk Społecznych, który stał się podstawą do powołania Wydziału Gospodarki Lokalnej i Prawa.
• 1931 – Podjęcie uchwały o utworzeniu w Taszkencie instytutu, który następnie połączono z Centralnoazjatyckim Instytutem Państwowego Handlu i Współpracy i przemianowano na Uzbecki Instytut Gospodarki Narodowej.
• 13 sierpnia 1931 powstanie Środkowoazjatyckigo Instytutu Finansowo-Ekonomicznego, który 31 sierpnia zmienia nazwę na Taszkencki Instytut Finansowo-Ekonomiczny. Data ta jest co roku obchodzona jako Dzień Założenia Państwowego Uniwersytetu Ekonomicznego w Taszkiencie.
• 1946 – Włączenie Leningradzkiego Instytutu Finansów i Ekonomii do Instytutu Finansowo-Ekonomicznego w Taszkiencie ewakuowanego do miasta Ałma-Ata podczas II wojny światowej. Powstanie dwóch wydziałów: Kredytowo-Ekonomicznego oraz Rachunkowości i Ekonomii.
• 1947 – Utworzenie Wydziału Planowania Gospodarczego, który zapoczątkował kształcenie specjalistów dla sektorów przemysłowych i rolniczych republik Azji Środkowej i Kazachstanu.
• 1948 – powstanie wydziału wieczorowego, który zaczął kształcić pracujących ekonomistów.
• 1955 – utworzenie wydziału zaocznego, który później został podzielony na specjalności: Gospodarka Ogólna oraz Rachunkowość i Finanse.
• 1962 – zmiana nazwy Taszkenckiego Instytutu Finansowo-Ekonomicznego na Taszkencki Instytut Gospodarki Narodowej.
• 1967 – organizacja szkoleń, a w 1970 roku utworzenie działu szkolenia.
• 1968 – organizacja wydziału Cybernetyki Ekonomicznej. Program nauczania został wzbogacony dzięki zwiększeniu udziału dyscyplin matematycznych.
• 1970 – powstanie Wydziału Handlu i Ekonomii. Program kształcenia i programy specjalności biznesowych zostały rozszerzone i wzbogacone o stosowne dyscypliny biznesowe. Znacznie powiększył się wachlarz absolwentów- specjalistów w dziedzinach biznesu i ekonomii.
• 1973 – utworzenie filii uniwersyteckiej przy Taszkienckim Kombinacie Włókienniczym na bazie wydziału zaocznego, następnie powstanie filii w Samarkandzie, ośrodków dydaktyczno-doradczych w Karszy, w Andiżanie, Kokandzie, nowych filii zaocznego Wydziału Ekonomii Ogólnej.
• 1981 – powstanie Wydziału Pracy i Zaopatrzenia wyodrębnionego z Wydziału Handlu i Ekonomii.
• 1991 – przekształcenie Taszkenckiego Instytutu Gospodarki Narodowej w Taszkencki Państwowy Uniwersytet Ekonomiczny
W okresie rozwoju niepodległego Uzbekistanu na uczelni powstawały nowe wydziały:
• 1990 – Wydział Stosunków Międzynarodowych
• 1992 – Instytut Ekonomii, Biznesu, Doskonalenia Zawodowego i Przekwalifikowania Kadr
• 1995 – kierunek Biznes Międzynarodowy
• 1996 – studia magisterskie
• 1999 – Wydział Turystyki Międzynarodowej
• 2018 – Wspólny program edukacyjny TSUE i USUE
• 2019 – Wspólny program edukacyjny TSUE i IMC Krems
• 2021 – Dwustopniowy Program Edukacyjny TSUE a Uniwersytetem Londyńskim i Londyńską Szkołą Ekonomii i Nauk Politycznych

## Byli rektorzy
• Khalikov I.U. 1931–1934
• Seyduzov S.S. 1934–1938
• Сирихов К. А. 1938–1940
• Popov M.G. 1940–1943
• Vlasenko 1943–1945
• Karakozov E.A. 1945–1947
• Tursunov M.T. 1947–1952
• Koriev M.M. 1952–1974
• Iskandarov I.I. 1974–1976
• Sharifkhojayev M.Sh.1976–1986
• Zoidov M.A. 1986–1988
• Gulyamov S.S. 1988–1998
• Alimov R.Kh. 1998–2004
• Gulyamov S.S. 2004–2006
• Khodiyev B.Y. 2006–2010
• Jumayev N.Kh. 2010–2012
• Vohobov A. 2012–2014
• Usmanov B.B. 2014–2015
• Boltaboev M. 2015–2016
• Khodiyev B.Y. 2016–2019
• Sharipov K. od 2019

## Wydziały
Uczelnia posiada 5 wydziałów i Wydział Magisterski:
• Wydział Ekonomii
• Wydział Ładu Korporacyjnego
• Wydział Rachunkowości i Audytu
• Wydział Systemów Informatycznych w Gospodarce
• Wydział Turystyki Międzynarodowej